# Ekensholm

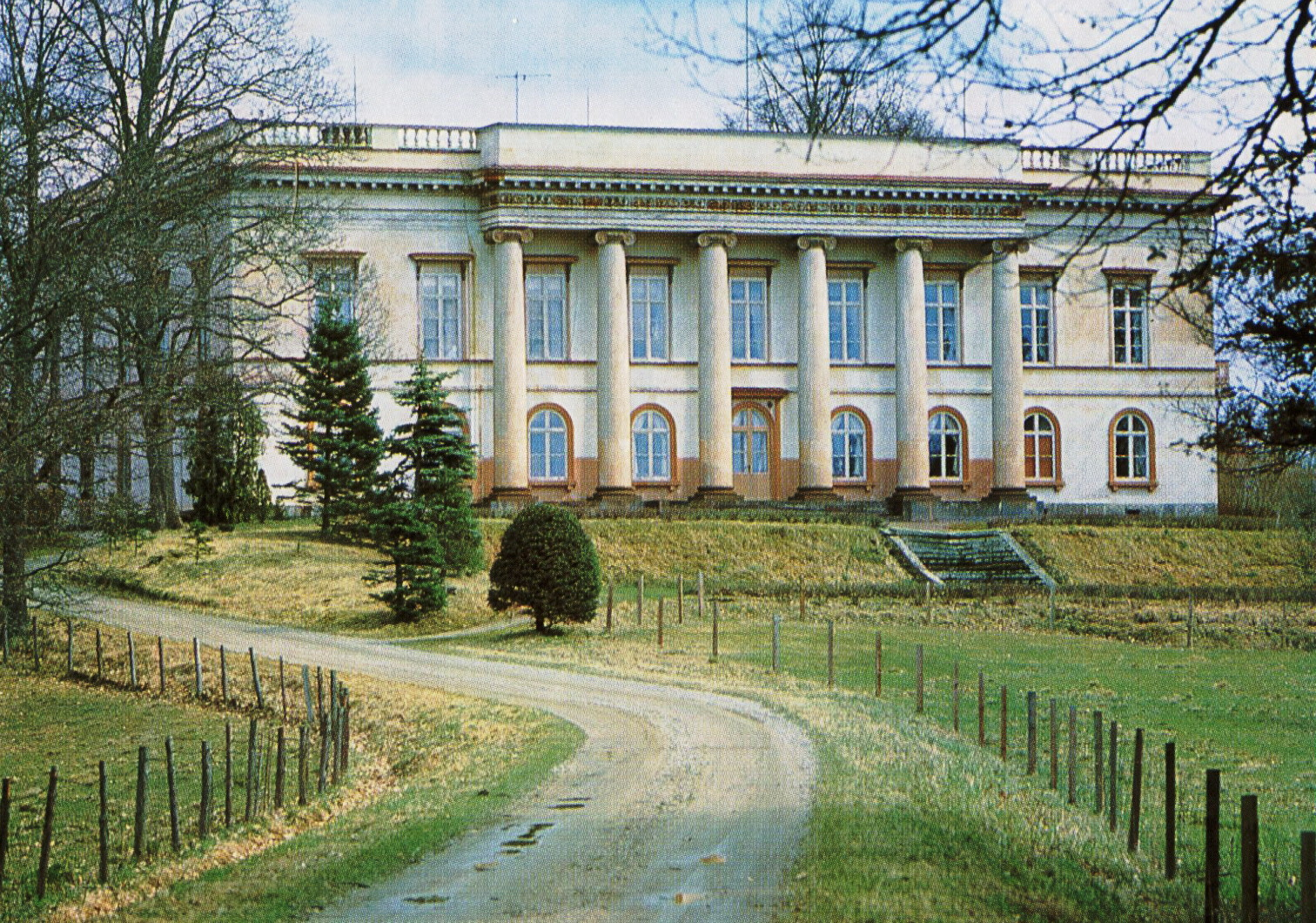
Schloss Ekensholm

Das Schloss Ekensholm befindet sich in der Gemeinde Flen in Södermanland in Schweden.
Ekensholm war um 1600 im Besitz der Massenbach dann der Lillie von Ökna. Später kam es in den Besitz der Carpelan. 1792 waren die Kurck und Friesendorff Besitzer. Das Schloss steht am Nordufer des Dunkern See. Es wurde 1820 im italienischen Stil des klassizierenden Historismus unter Graf Knut Kurck neu errichtet. Es hat ein Flachdach und die Front ist mit ionischen Säulen versehen. Unweit des Schlosses befindet sich das Gutshaus. Nördlich des Schlosses befindet sich ein kleiner Privatflugplatz. Das Gut ist als landwirtschaftlicher Betrieb verpachtet.
Kurze Zeit wohnte hier die Autorin Laura Fitinghof mit ihrem Mann.
Das Schloss ist Wohnsitz von Graf Archibald Douglas und seiner Frau, Walburga Habsburg Douglas.

## Weblink
- Website Schloss Ekensholm